# تأسل

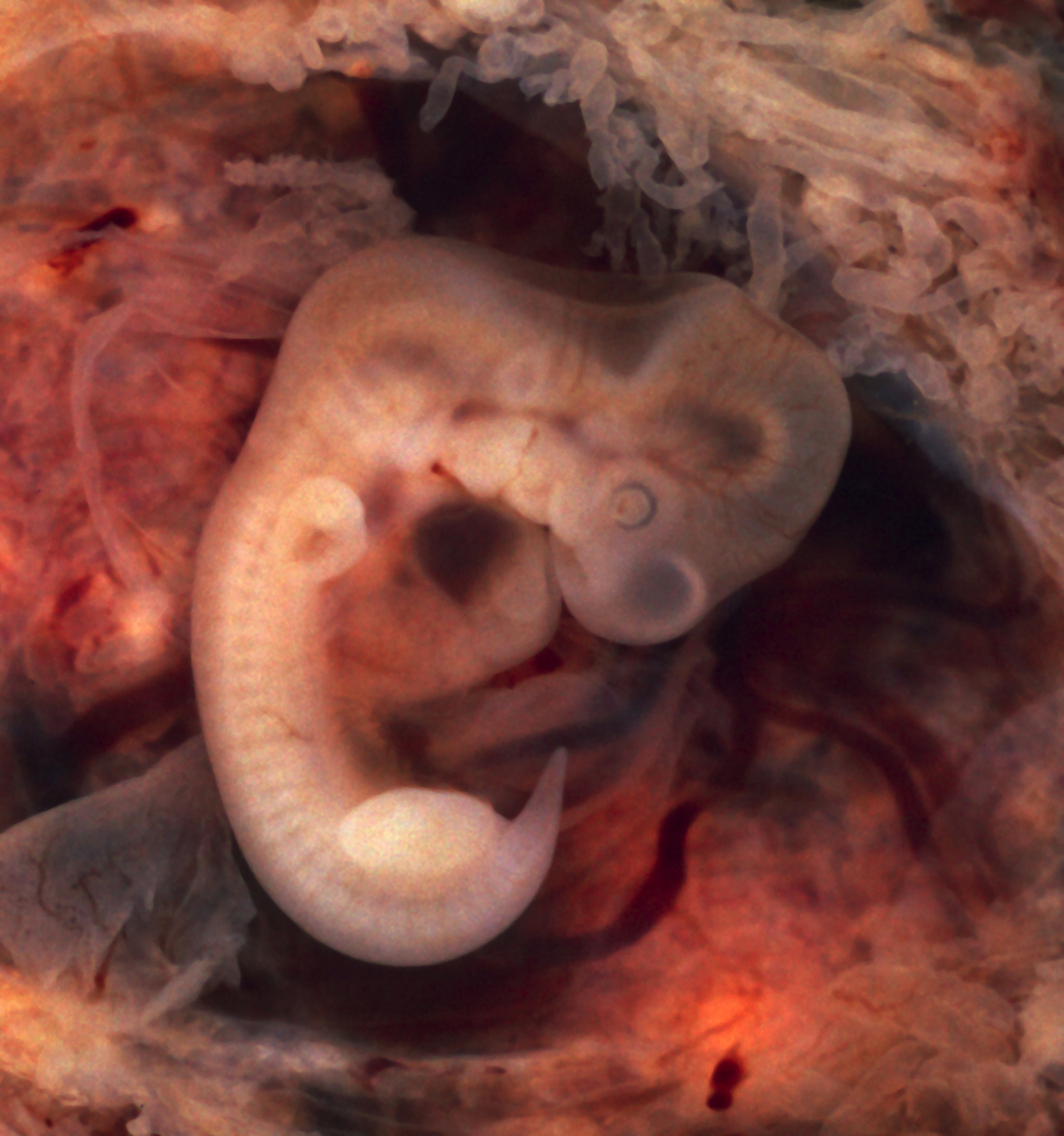

التأسّل أو التأثل في علم الأحياء، تعديلاً للبنية الحيوية، بحيث تظهر سمة الأجداد بعد اختفائها من خلال التغيّر التطوّري في الأجيال السابقة. يمكن أن يحدث التأسّل بعدّة طرق؛ يكمن أحدها في الحفاظ على الجينات الخاصّة بسمات النمط الظاهري الموجودة سابقًا في الحمض النوويّ DNA، وتجلّيها من خلال طفرة تقضي على جينات السمات الجديدة المهيمنة، أو تجعل الصفات القديمة تطغى على الصفات الجديدة. قد يتغيّر عددٌ من السّمات نتيجةَ تقصير نمو الجنين للسمات (استدامة المرحلة اليرقية) أو بإطالته. في مثل هذه الحالة فإنّه من الممكن أن تسمح النقلة في الوقت (الذي من المفترض أن تتطوّر فيه السمة قبل أن تثبت) أن يؤدّي لظهور نمط ظاهريّ للأسلاف. غالبًا ما يُنظر إلى التأسّل كدليل على التطوّر.
يُعَتبر التأسّل أو الارتداد في العلوم الاجتماعية، ميلاً للارتداد. فعلى سبيل المثال، يعود الأشخاص في العصر الحديث إلى تبنّي طرقاً في التفكير وتصرّفات تنتمي إلى زمن سابق. كلمة التأسل atavism مشتقة من كلمة atavus اللاتينية والتي تعني الجدّ الأكبر، أو بشكلٍ أكثر عموميّة «السلف».

## الأحياء
لا تختفي الصفات التطوّريّة (التي اختفت ظاهريّاً) بالضرورة من الحمض النووي DNA للكائن الحي. وغالبًا ما يبقى تسلسل الجينات، لكنّه يكون بحالةٍ غير نشطة. قد يبقى مثل هذا الجين غير المستخدم في الجينوم لعدّة أجيال. يمكن أن يؤدي خطأٌ ما في السيطرة الجينيّة الخافية للجين –طالما بقي سليماً- إلى التعبير عنه مرّة أخرى. ويمكن في بعض الأحيان أن يحدث إظهار الجينات الخاملة عن طريق التحفيز الاصطناعيّ.
وقد لوحظ التأسّل عند البشر، كالأطفال الرضّع المولودين بذيول غير وظيفية (تسمى "النتوء العصعصي" أو "البروز العصعصي " أو "اللاحِقَةٌ الذيليّة"). يمكن أيضًا رؤية التأسّل عند البشر الذين يملكون أسناناً كبيرة، مثل تلك الموجودة لدى الرئيّسات الأخرى. بالإضافة إلى ذلك، تمّت أيضًا ملاحظة وجود حالات "قلب الأفعى"، (التي تعني ظهور "الدورة الدموية التاجيّة وبنية العضلة القلبية" عند شخصٍ ما بشكلٍ مشابه لتلك الموجودة عند الزاحف").
أمثلة أخرى عن حالات التأسّل التي تمّت ملاحظتها:
- الأطراف الخلفيّة عند الحيتانيات.[2][10]
- الأصابع الإضافيّة عند الحصان الحديث.[2][11][12]
- عودة ظهور الأطراف عند الفقاريّات عديمة الأطراف.[2][5][13]
- إعادة تطوّر النشاط الجنسيّ من التناسل العذريّ عند القراديات الخنفسيّة.[14]
- الأسنان عند الدجاج.[15]
- الزمعة عند الكلاب.[2]
- عودة ظهور الأجنحة الأماميّة في الحشرات.[16][17][18]
- ظهور الأجنحة عند الحشرات العصويّة (الشبحيّات) التي لا تملك أجنحة،[19] وعند (أبو مقص).[2]
- عضلات تأسّليّة في العديد من الطيور،[20][21] والثدييات مثل كلب البيغل،[22] والجربوع.[20]
- أصابع إضافية عند خنازير غينيا.[2][23]
- عودة ظهور التكاثر الجنسي في نبتة الينم التي تُعتبر من كاسيات البذور (أو النباتات المزهرة)، وفي عائلة اللّقلق من العثّ.[24]
- الأقدام المُكَفَّفة عند سمَنْدل المكسيك أو عفريت الماء البالغ.[25]
- ذيول الإنسان (الذيول غير الزائفة)[26][27] والحلمات الزائدة عنده (وعند غيره من الرئيسات).[2]
- عمى الألوان عند البشر.[28]

## ثقافة
استخدم جوزيف شومبتر مصطلحَ التأسّل أو الارتدادفي تفسيرِ الحرب العالمية الأولى في أوروبا الليبرالية خلال القرن العشرين. دافع شومبترعن نظريّة العلاقات الدوليّة الليبرالية القائلة بأنّ المجتمع الدُوليّ المبنيّ على التّجارة سيتجنب الحرب بسبب التدمير الهائل الناتج عنها وتكلفتها المرتفعة بشكل نسبيّ. وصف جوزيف شومبتر سبب الحرب العالمية الأولى بأنّه «تأسل»، حيث أكّد أنّ الحكومات الهرمة في أوروبا (حكومات الإمبراطورية الألمانية والإمبراطورية الروسية والإمبراطورية العثمانية والإمبراطورية النمساوية المجريّة) دفعت أوروبا الليبراليّة إلى الحرب، وأنّ الأنظمة الليبرالية للسلطات الأوروبيّة الأخرى لم تشارك في ذلك. استخدم جوزيف هذه الفكرة ليقول أنّ الليبرالية والتجارة ستستمرّان في أن يكون لهما تأثيرٌ مهدّئٌ في العلاقات الدولية، وأنّ الحرب لن تنشأ بين الدول التي تربطها روابط تجاريّة. حدّد الأستاذ بجامعة لندن غاي ستاندنج ثلاث مجموعات فرعيّة متميزة من البريكاريا، أشار إلى واحدة منها باسم «التأسّل atavists»، وهم الذين يتوقون إلى ما يرون أنه ماضٍ ضائع.

### داروينية اجتماعية
```
تم استخدام التأسّل atavism -خلال الفترة الفاصلة بين قبول التطوّر في منتصف 
القرن التاسع عشر
 وصعود الفهم الحديث لعلم الوراثة في أوائل القرن العشرين لتفسير ظهور سمة ما عند أحد الأفراد بعد اختفائها لعدّة أجيال، غالبًا ما يطلق عليها «الردّة throw-back». [بحاجة لمصدر] أدّت فكرة إمكانيّة جعل التأسّلات تتراكم بواسطة التكاثر الانتقائي أو التناسل الرجعي*، إلى سلالات مثل سلالة «ماشيةِ هيك Heck cattle» [بحاجة لمصدر] التي نشأت من خلال سلالات قديمة تملك صفاتٍ بدائيّة مختارة في محاولة لإعادة إحياء الأرخص (ثور برى أوروبي) والذي يعتبر صنفاً منقرضاً من الماشية البرّيّة. [بحاجة لمصدر] استخدمت نفس مفاهيم التأسّل من قبل الداروينيين الاجتماعيين، الذين ادّعوا أن الأجناس السفليّة أظهرت سِماتاً تأسّلية، وأنّها تحمل سماتاً بدائيّة أكثر من تلك التي يحملها عرقهم. يتعلّق كلّ من التأسّل ونظرية التلخيص لإرنست هيجل بعمليّة التطوّر، من حيث أنّ التطوّر فيهما يتّجه نحو المزيد من التعقيد والقدرات المتفوّقة.
```

التناسل الرجعي هو شكل من أشكال الاصطفاء الاصطناعي يعتمد على التكاثر الانتقائي المُتَعمّد للحيوانات الأليفة في محاولة لتحقيق سلالة حيوانيّة ذات نمط ظاهريّ يشبه سَلفها البرّي والذي عادةً ما يكون منقرضاً.
بالإضافة إلى ذلك، فقد شاع مفهومُ التأسّلِ كجزء من التفسير الفرديّ لأسباب الانحراف السلوكيّ الجنائيّ من قبل عالم الجريمة الإيطالي سيزار لومبروسو في سبعينيات القرن التاسع عشر. فقد حاول تحديد الخصائص البدنيّة الجسمانيّة الشائعة للمجرمين ووصف تلك التي وجدها بأنها سمات «رجعيّة» تحدّد السلوك الإجرامي «البدائي». تخلّى المجتمع العلمي منذ فترة طويلة عن الأدلة الإحصائيّة التي قدّمها لومبروسو وفكرة علم تحسين النسل، لكن وبالمقابل فإنّ المفهوم القائل بإمكانيّة تأثير السمات الجسمانيّة على احتمال ظهور السلوك الإجرامي أو غير الأخلاقي لدى الشخص ما زال يتمتع ببعض الدّعم العلمي.